# Burak Yeter
Burak Yeter (Trabzon of Amsterdam, 5 mei 1982) is een Turks-Nederlandse dj, producer en remixer. 

## Biografie
Over de geboorteplaats van Burak Yeter zijn meerdere verklaringen afgegeven. Op zijn website worden zowel Trabzon als Amsterdam genoemd als geboorteplaatsen. Al op jonge leeftijd was hij muzikaal bezig. Toen hij vijf jaar oud was, leerde hij klassieke piano te spelen en toen hij acht was, begon hij met het spelen van gitaar. Op de leeftijd van 8, pakte hij het spelen van de gitaar. Na zijn bachelor civiele techniek te hebben behaald aan de Akdeniz Universiteit, verhuisde Yeter naar Londen en behaalde hij zijn masterdiploma geluidstechniek van het SAE Institute.

## Carrière
Op 22-jarige leeftijd verkreeg Yeter internationale bekendheid nadat hij in 2004 de Burn & MTV Dance Heat DJ Contest had gewonnen. Als gevolg daarvan trad hij op op MTV Dance Floor Chart Party op Malta. In datzelfde jaar kwam hij op de tweede plaats in de Miller Master DJ Contest en werd hij steeds bekender in de EDM-scene.
Yeter's debuutalbum, For Action, werd in 2005 uitgebracht door het platenlabel DSM. Het is zijn eerste solo-album dat wereldwijd wordt uitgebracht. Zijn tweede album, For Message Volume 2,  werd in 2007 uitgebracht. Met dit album wilde Yeter het broeikaseffect meer onder de aandacht brengen. 
Yeter tekende in 2008 een contract bij Pioneer en opende dj-scholen in Maassluis, Istanbul en Los Angeles, waar professioneel onderwijs wordt gegeven.
In 2010 won Yeter de Best New Remix Award in de 16e Kral TV Annual Music Awards met zijn remix van het lied Oyalama Beni van Ajda Pekkan. Ook won hij de prijs voor beste nieuwkomer in de categorie Producer & DJ. Voor zijn nieuwe single Mr. International bracht hij in 2012 een videoclip uit met Hot Rod in de hoofdrol. 
In 2013 bracht hij in Amsterdam de single Storm. Het nummer bereikte internationaal de top 100 van de dance charts. De bijbehorende videoclip van deze clip heeft hij in Nederland opgenomen. 
Tien jaar later begon Yeter een nieuw hoofdstuk in zijn carrière met zijn project "New World"; "nieuwe liedjes met een nieuwe wereld". Hij bracht zijn eerste single "Happy" uit bij Spinnin 'Records, waar de track als beste lied van de week werd gekozen in de Spinnin' Talent Pool. Zijn volgende single Tuesday had meer succes en bereikte de top 10 in meerdere Europese landen.

## Discografie

### Albums
| Album met eventuele hitnotering(en) in de Nederlandse Album Top 100 | Datum van verschijnen | Datum van binnenkomst | Hoogste positie | Aantal weken | Opmerkingen |
| ------------------------------------------------------------------- | --------------------- | --------------------- | --------------- | ------------ | ----------- |
| For Action Volume 1                                                 | 2005                  | -                     | -               | -            |             |
| For Message Volume 2                                                | 2007                  | -                     | -               | -            |             |
| Blue                                                                | 26-06-2012            | -                     | -               | -            |             |

### Singles
| Single met eventuele hitnotering(en) in de Nederlandse Top 40 | Datum van verschijnen | Datum van binnenkomst | Hoogste positie | Aantal weken | Opmerkingen          |
| ------------------------------------------------------------- | --------------------- | --------------------- | --------------- | ------------ | -------------------- |
| Kingdom Falls                                                 | 2015                  | -                     | -               | -            |                      |
| Reckless                                                      | 2016                  | -                     | -               | -            | met Delaney Jane     |
| Happy                                                         | 2016                  | -                     | -               | -            |                      |
| Tuesday                                                       | 25-05-2016            | 25-02-2017            | 9               | 17           | met Danelle Sandoval |
| Go                                                            | 2016                  | -                     | -               | -            |                      |
| Go 2.0                                                        | 2017                  | 05-08-2017            | tip18           | -            | met Ryan Riback      |
| Echo                                                          | 2017                  | -                     | -               | -            |                      |
| Crash                                                         | 2018                  | -                     | -               | -            |                      |
| My Life Is Going On                                           | 2018                  | -                     | -               | -            | met Cecilia Krull    |
| Friday Night                                                  | 2019                  | -                     | -               | -            |                      |

## Prijzen en nominaties
| Jaar | Prijs                      | Nominatie voor               | Categorie                         | Uitslag     |
| ---- | -------------------------- | ---------------------------- | --------------------------------- | ----------- |
| 2004 | MTV and Burn DJ Contest    | Burak Yeter                  | Beste elektronische artiest of DJ | Gewonnen    |
| 2005 | Miller Master DJ Contest   | Burak Yeter                  | Beste elektronische artiest of DJ | Gewonnen    |
| 2006 | Malta Shakedown DJ Contest | Burak Yeter                  | Beste elektronische artiest of DJ | Gewonnen    |
| 2010 | Kral TV Music Awards       | Oyalama Beni van Ajda Pekkan | Beste remixer                     | Gewonnen    |
| 2011 | Kral TV Music Awards       | Arada Sırada van Ajda Pekkan | Beste remixer                     | Gewonnen    |
| 2012 | Kral TV Music Awards       | Haberin Olsun van Bengü      | Beste remixer                     | Genomineerd |